# Petraliella snelliusi
Petraliella snelliusi är en mossdjursart som först beskrevs av Jean-Loup d'Hondt 1983.  Petraliella snelliusi ingår i släktet Petraliella och familjen Petraliellidae. Inga underarter finns listade i Catalogue of Life.